# 阿泽尔格河畔沙宰
阿澤爾格河畔沙宰（法語：Chazay-d'Azergues，法語發音：[ʃazɛ dazɛʁɡ]）是法国罗讷省的一个市镇，属于索恩河畔自由城区。

## 地理
阿泽尔格河畔沙宰（45°52'33"N, 4°42'47"E）面积5.94 平方千米，位于法国奥弗涅-罗讷-阿尔卑斯大区罗讷省，该省份为法国中东部省份，北起顺时针与索恩-卢瓦尔省、安省、里昂大都会、伊泽尔省和卢瓦尔省接壤。
与阿泽尔格河畔沙宰接壤的市镇（或旧市镇、城区）包括：圣让德维涅、莱谢尔、阿泽尔格河畔锡夫里约、洛扎讷、莫朗塞。

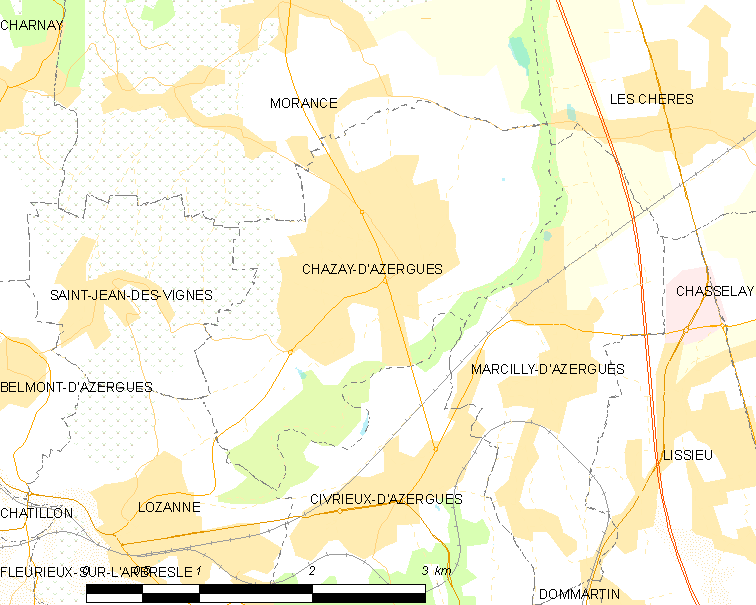
阿泽尔格河畔沙宰的OSM定位图

阿泽尔格河畔沙宰的时区为UTC+01:00、UTC+02:00（夏令时）。

## 行政
阿泽尔格河畔沙宰的邮政编码为69380，INSEE市镇编码为69052。

## 政治
阿泽尔格河畔沙宰所属的省级选区为昂斯县。

## 人口

1962-2008年间阿泽尔格河畔沙宰人口变化图示

阿泽尔格河畔沙宰于2022年1月1日时的人口数量为4270人。